# Callistethus strigatus
Callistethus strigatus är en skalbaggsart som beskrevs av François Louis Nompar de Caumont de Laporte 1840. Callistethus strigatus ingår i släktet Callistethus och familjen Rutelidae. Inga underarter finns listade.